# Arnfinn Bergmann

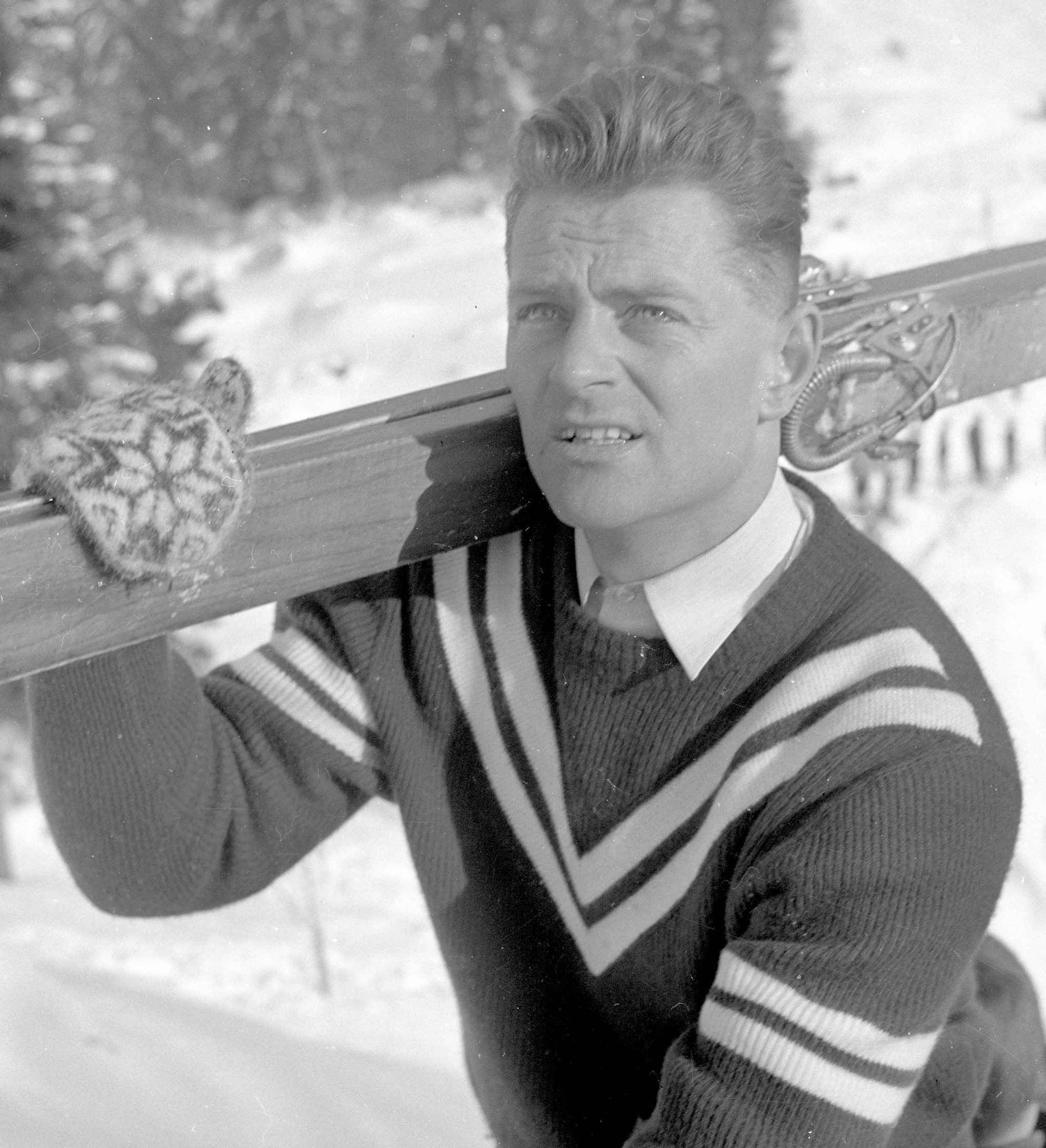
Arnfinn Bergmann
Datum: Någon gång mellan 1951 och 1959.
Fotograf: Okänd, Dagbladet.

Arnfinn Bergmann, född 14 oktober 1928 i Strinda (numera Trondheim), död 13 februari 2011, var en norsk backhoppare och fotbollsspelare som tävlade för SK Freidig och Lyn (Ski- og fotballklubben Lyn).

## Karriär
Arnfinn Bergmann blev norsk mästare i fotboll med Sportsklubben Freidig 1948. Samma år blev han norsk juniormästare i backhoppning. Han bestämde sig då för att koncentrera sig på vinteridrotten. 
I VM på skidor 1950 i Lake Placid tog han en bronsmedalj och under Olympiska spelen 1952 på hemmaplan i Oslo, och inför 120.000 åskådare, vann han backhoppstävlingen i Holmenkollen före landsmannen Torbjørn Falkanger och svenske Karl Holmström. Den olympiska tävlingen räknades också som världsmästerskap. 1952 blev därmed hans stora säsong där han vann norska mästerskapet, världsmästerskapet, "Holmenkollrennet" och en olympisk guldmedalj. Han är den enda norska backhopparen som vunnit så mycket under en och samma säsong.
Säsongen 1953/1954 tävlade Bergmann i Tysk-österrikiska backhopparveckan. Han blev femma sammanlagt (efter 21:a plats Oberstdorf, fjärdeplats i Garmisch-Partenkirchen, tredjeplats i Innsbruck och andraplats i avslutningstävlingen i Bischofshofen). Han blev tilldelad Holmenkollenmedaljen 1956 tillsammans med Borghild Niskin och Arne Hoel.
Arnfinn Bergmann har tre norska seniormästerskap (1952, 1953 och 1958) samt fyra bronsmedaljer (1949, 1955, 1957 och 1959). Han avslutade backhoppningskarriären 1959.

## Senare karriär
Efter hoppkarriären var Bergmann lärare i ungefär trettio år i Oslo och Bærum. Som pensionär flyttade han tillbaks till Trondheim där han arbetade med att utveckla ett skidmuseum vid Trøndelag Folkemuseum.
Arnfinn Bergmann dog 13 februari 2011 efter kort tids sjukdom, 82 år gammal.